# 渡邉卓矢
渡邉 卓矢（わたなべ たくや、1988年4月11日 - ）は、千葉県柏市出身のサッカー選手。ポジションはDFもしくはFW。

## クラブ歴
柏市立柏第四中学校から麗澤高等学校を経て日本大学に進んだ。
2008年にエストゥディアンテス・デ・ラプラタIIで選手となり、翌年JAPANサッカーカレッジに移籍した。その後、スポルティーバつくばを経て、HBO東京に在籍した。
2016年にCMAC FCに移籍してカンボジア移籍を果たすと、その後はモンゴル、ネパール、タイ王国、ラオスを渡り歩いた。